# 尼尔凯尔奇
48°00′45″N 22°02′55″E / 48.01250°N 22.04861°E
尼尔凯尔奇，是匈牙利索博尔奇-索特马尔-贝拉格州所辖的一个村。总面积14.28平方公里，总人口808，人口密度56.6人/平方公里（2011年1月1日）。